# スミロドン
スミロドン（Smilodon, 'ナイフの歯'の意）は、新生代第四紀更新世（約250万 - 8千年前）の南北アメリカ大陸に生息していた剣歯虎の属。サーベルタイガーの中でも最後期に現れる。アメリカ大陸間大交差で北アメリカから南アメリカに生息地が変わる。

## 形態・生態

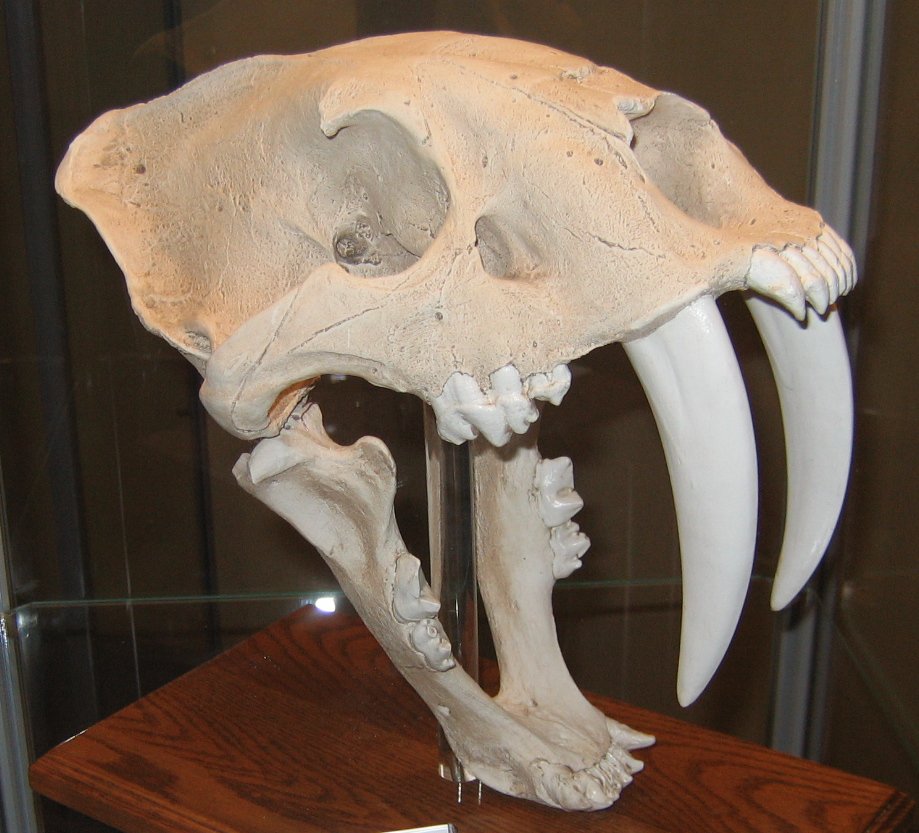
スミロドンの頭骨と大型の犬歯

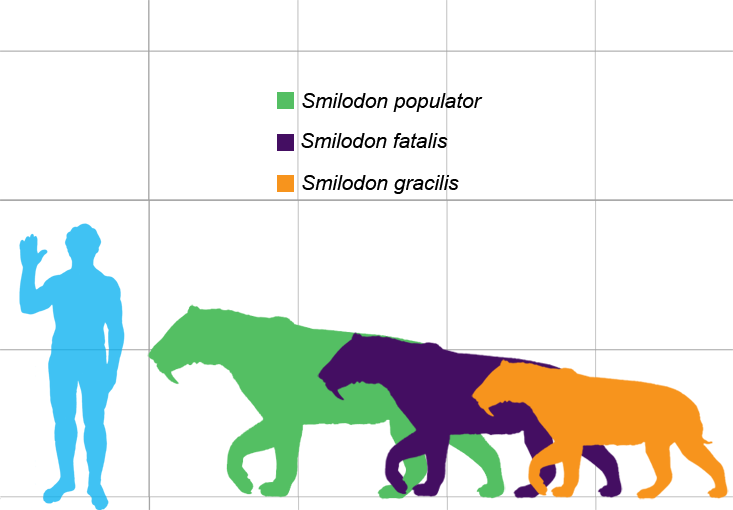
3種のスミロドンと人間の大きさの比較

体長1.9 - 2.1メートル、体高1 - 1.2メートル。南アメリカに進出したグループの方がより大型であった。「サーベルタイガー」の名の元となる、24センチメートルに及ぶ牙状の長大な上顎犬歯を持つ。この犬歯の断面形状は楕円であり、後縁は薄く鋸歯状になっていた。これは強度と鋭利さを兼ね備えた構造であり、獲物にこれを食い込ませる際の抵抗は小さくなっている。顎は120度まで開き、犬歯を獲物に食い込ませる事がができた。この犬歯は現生のネコ科のように骨を噛み砕ける強度は持っておらず、硬い骨にぶつかるなどして折損する危険を回避するため、喉元の気管など柔らかい部位を狙ったと推定される。前肢と肩は発達しており、獲物を押さえ込んだ上で牙を打ち込むのに適した形態であった。肩は牙を打ち込む際の下向きの強い力を生み出すことができたとされる。
発達した前肢に比べて後肢が短く、ヒョウ属の様な現代のネコ科の大型捕食者ほど素早く走ることはできなかったとされる。マンモスのような動きの遅い大型動物やマクラウケニアなどの弱った個体や幼体を群れで襲い、捕食していたと考えられている。怪我をして動けない個体がしばらく生きながらえていたと示す化石が見付かっている。これにより他の個体から餌を分け与えられていたと推測されている。

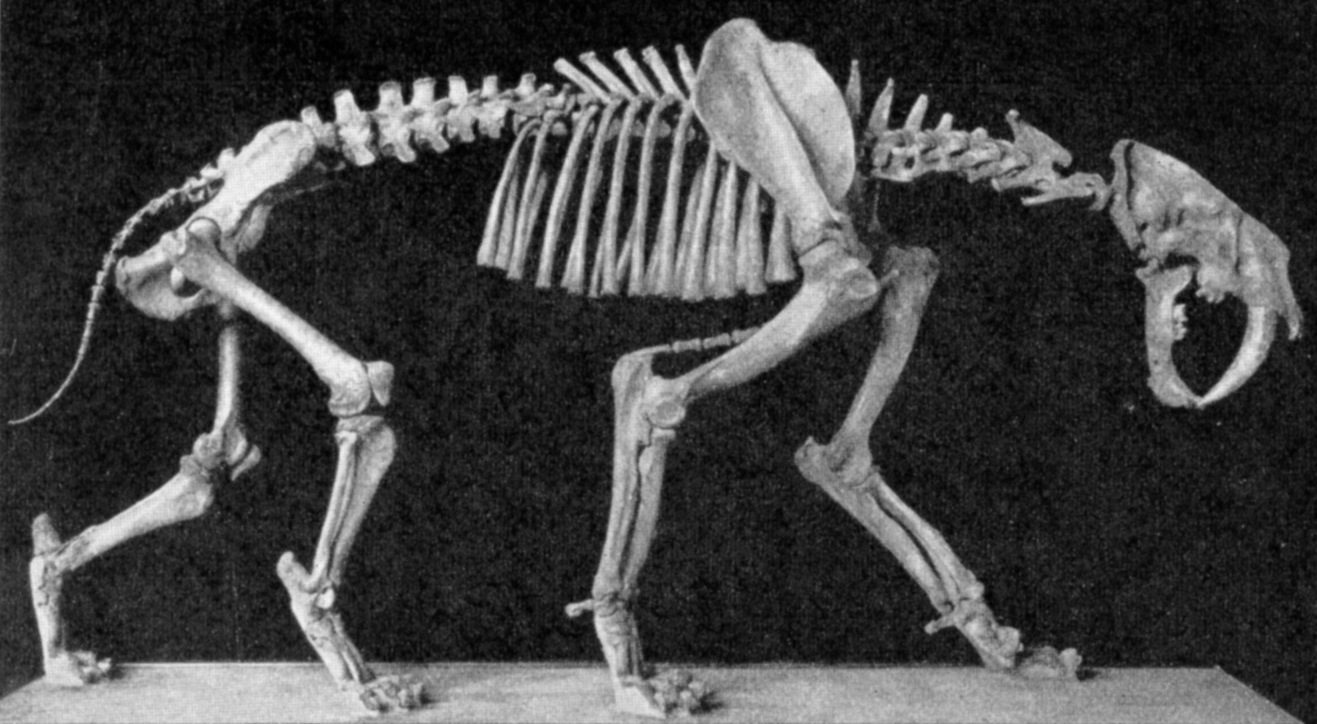
Smilodon populator 骨格側面。
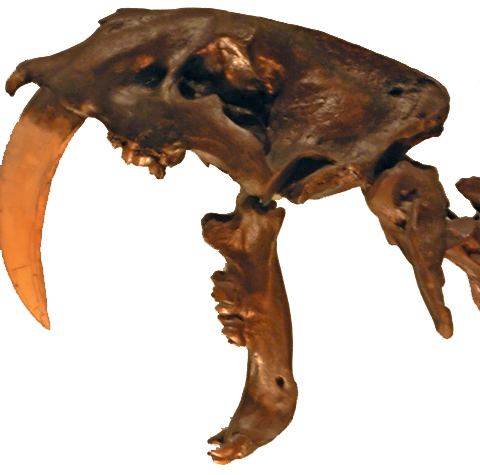
S. fatalis 頭骨。顎を大きく開くことが出来た。
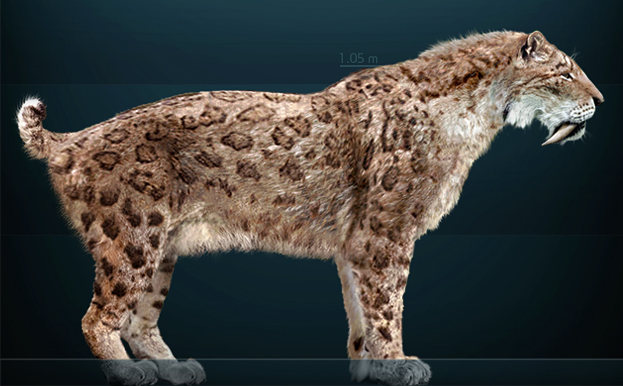
S. fatalis の想像図。
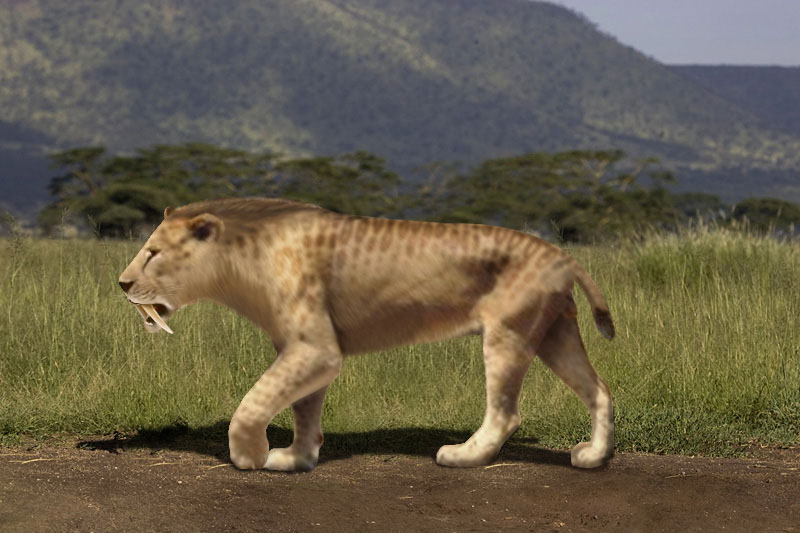
S. populator 想像図。

スミロドンは柔らかい肉や内臓のみを食べたとする説のほか、上下の顎を噛み合わせられないから獲物の血を啜ったとする説、スカベンジャー（腐肉食者）とする説もある。しかし、スミロドンの骨格には獲物と戦った際についたとおぼしき損傷の跡が見られるものも多い事から、プレデター（捕食者）であったとする説が主流である。大型のポプラトール種が残した可能性がある糞化石(コプロライト)が報告されており、内容物には地上性オオナマケモノの1グループ（ミロドン科）の骨片が多数含まれていた。タールピットに嵌まった獲物を狙い、自らも沼に脚を取られて死んだとおぼしき化石も発見されている。

## 絶滅
大型の犬歯と発達した前肢は、大型獣の捕殺に適応した形態であった。走行という面において、走行と捕殺の機能を高次に兼ね備えた新しいタイプの捕食者に劣る
事を意味した。1万年前に最後の氷河期が終わり、獲物としていたマンモス等大型草食獣が絶滅すると彼らも絶滅した。

## 分布
南北アメリカ大陸に生息。カリフォルニア州ラ・ブレア・タールピット（La Brea Tar Pits）においてダイアウルフ、テラトルニスなどとともに多数の化石が発見されている。数は2,000体以上で、これはダイアウルフに次いで多い。